# Carl Sundin
Carl Axel Gunnar Sundin (Svärta, 8 de septiembre de 1930) es un deportista sueco que compitió en piragüismo en la modalidad de aguas tranquilas. Ganó una medalla de plata en el Campeonato Mundial de Piragüismo de 1954 en la prueba de K4 10 000 m.
Participó en los Juegos Olímpicos de Melbourne 1956, donde finalizó cuarto en la prueba de K2 10 000 m.

## Palmarés internacional
| Campeonato Mundial | Campeonato Mundial | Campeonato Mundial | Campeonato Mundial |
| Año                | Lugar              | Medalla            | Evento             |
| ------------------ | ------------------ | ------------------ | ------------------ |
| 1954               | Mâcon (Francia)    | Medalla de plata   | K4 10 000 m        |